# Gempaaton

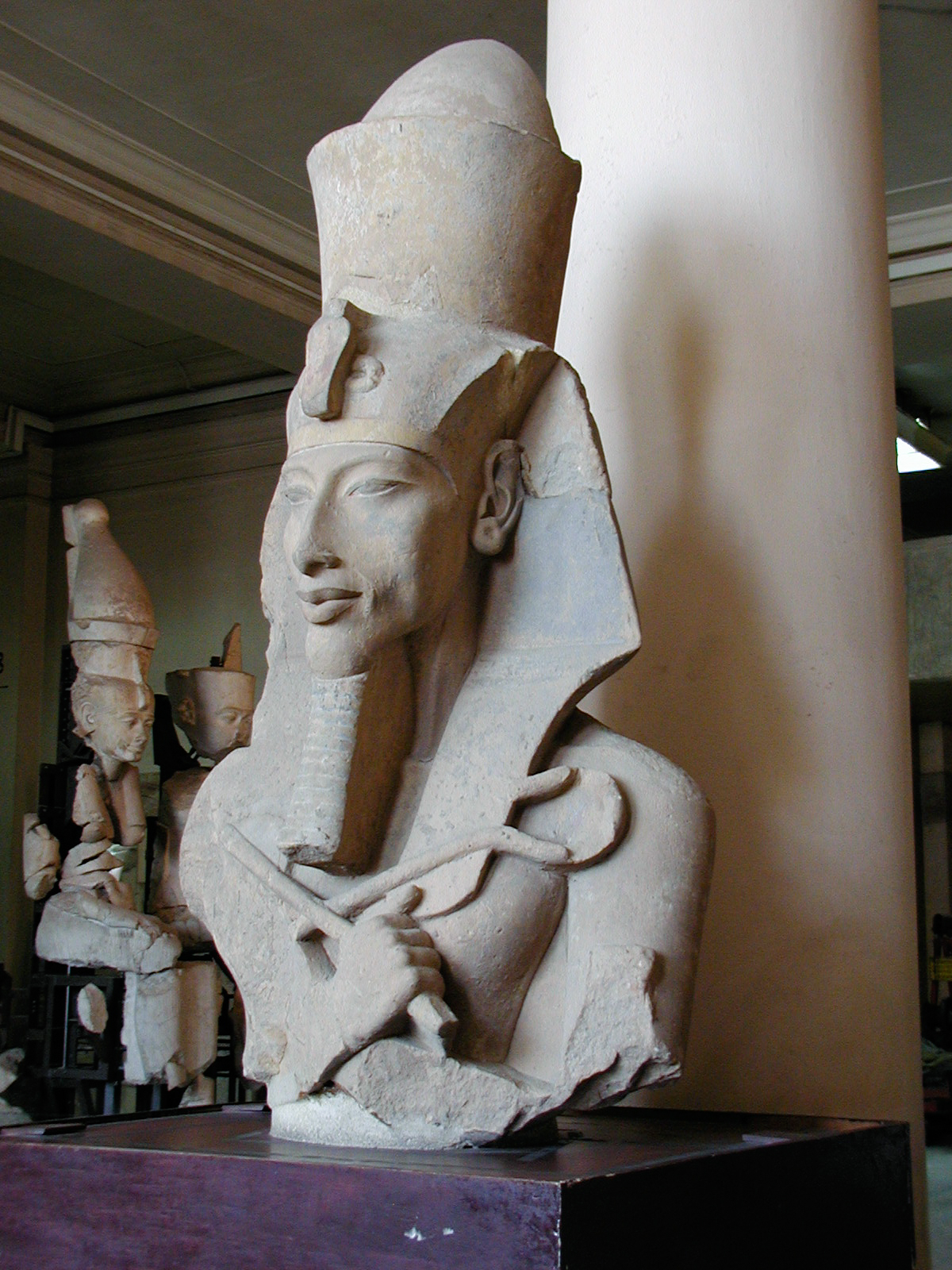
Az egyik kolosszus

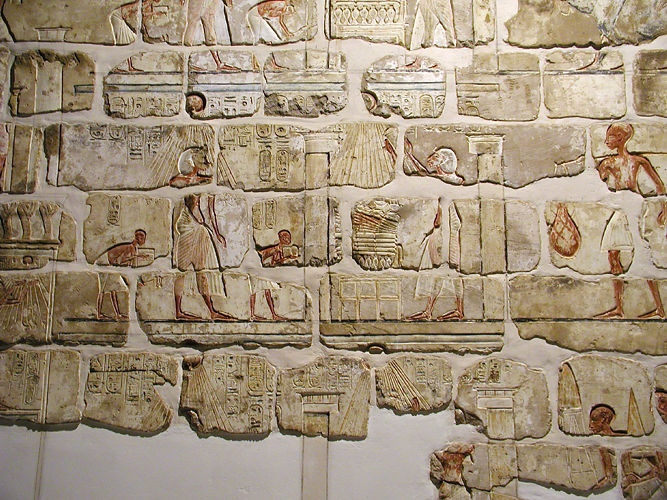
A templom egyik fala, újraépítve a később az Ámon-templom 9. pülónjába beépített kövekből. Luxori Múzeum

A Gempaaton (gm[.t]-p3-ỉtn) épületkomplexum az első olyan templomegyüttes volt, melyet Ehnaton – uralkodása első éveiben még IV. Amenhotep – építtetett Aton tiszteletére, még mielőtt belefogott volna új fővárosa, Ahet-Aton építésébe. Az épületegyüttest a karnaki templom közvetlen szomszédságában építették fel, és a Gempaatonon, valamint a Hut-benben, Rud-menu és Teni-menu nevű templomokon kívül tartozott hozzájuk egy palota is, ahol a királyi család élt az Ahet-Atonba költözés előtt. Ehnaton halála után a későbbi fáraók leromboltatták az épületeket, eredeti formájuk nem nagyon rekonstruálható. A területen 1966 óta Donald Redford vezetésével a Torontói Egyetem Akhenaten Temple Projectje keretében végeznek feltárásokat.
Az épületkomplexum felépítését IV. Amenhotep nem sokkal trónra lépése után megkezdte, és az építkezésekhez új homokkőbányákat nyittatott Gebel esz-Szilszilénél, valamint gránitot hozatott Asszuánból. A vállalkozások felügyelői közé tartozott Maja, a seregek írnoka, és Bek királyi főszobrász.

## A Gempaaton
A fő templom, a Gempaaton (teljes nevén: Gem(et)-pa-Aton-em-per-Aton, „A Napkorong megtaláltatott a Napkorong birtokán”) kb. 130×200 méteres területen helyezkedett el, legfontosabb eleme egy nyitott udvar volt, melyet falakkal feltehetőleg kisebb udvarokra tagoltak. Fedett folyosó vette körül, 7 méternél is magasabb, négyszögletes homokkő pillérekkel, melyek előtt a fáraó groteszk kolosszusai álltak, fején felváltva Egyiptom kettős koronájával, illetve a nemesz fejkendővel. Ezek valószínűleg a héliopoliszi háromság két tagjának megtestesüléseként ábrázolják Amenhotepet: a Rével, így Atonnal azonosított Atum alakjában, fején a kettős koronával és Su levegőistenként, fején a nemesszel. Nofertitit a templomban álló szobrai a háromság harmadik tagjaként, Tefnut páraistennőként ábrázolják. Az oszlopok mögött a homokkőből épült falakon a fáraó szed-ünnepe adja a díszítés fő témáját. Gránitból készült áldozati asztalok töredékei is vannak a leletek között.
A keleti tájolású templomnak egyetlen bejárata volt, a nyugati falon, ez feltehetőleg a palota felé vezetett. Gempaaton a karnaki Ámon-templom kelet-nyugati tengelyének északi oldalán helyezkedett el; az egyiptomi épületek szimmetriájából kiindulva feltételezhető, hogy a déli oldalon is állt egy épület, ennek feltárását azonban megnehezíti, hogy modern kori épületek állnak rajta. Ez a még feltáratlan épület lehetett a királyi palota, melyet feliratok említenek a Gempaatonban. A Ramosze vezír sírjában fennmaradt ábrázolások alapján a palotában – hasonlóan az ahet-atoni királyi palotához – volt egy ún. Megjelenések ablaka, ahol a fáraó megjelent népe előtt.
Horemheb uralkodásának végére a Gempaatont a többi épülettel együtt teljesen lebontották, építőköveiket (talatátok; összesen több mint 36 000) több más épületben találták meg, köztük a nagy Ámon-templom oszlopcsarnokában, illetve a 2., 9., és valószínűleg a 3. és a 9. pülónban. A fal egy 18 méteres, újjáépített szakasza megtekinthető a Luxori Múzeumban.

## A Hut-benben
A Hut-benben („A benben-kő palotája”) központjában a benben-kő állt, a napkultusz fontos jelképe, mely piramis alakjával az ősvízből elsőként kiemelkedő szárazföldet idézte, itt azonban nem szokásos formában, kis piramisként jelenik meg, hanem sztéléként vagy obeliszkként. A Hut-benben IV. Amenhotep karnaki épületei közül utolsóként épült, a 4. uralkodási évben. Szokatlan módon a templom díszítésén a fáraó nem jelenik meg; a szertartások ábrázolásain a főszerepet a minden addigi királynénál nagyobb jelentőségre szert tevő Nofertiti játssza, akit két legidősebb lánya, Meritaton és Maketaton, valamint templomi zenészek és énekesek kísérnek. A királyné és a hercegnők szisztrumot ráznak. Lehetséges, hogy Nofertitit ábrázolja az a kolosszus, melyet itt találtak, és fáraói jelképeket viselő emberalakot ábrázol.
A Hut-benben ahet-atoni megfelelője a nagy Aton-templom szentélye volt, melyet szintén Hut-benbennek hívtak.

## A Rud-menu és a Teni-menu
A Rud-menu-en-Aton-er-neheh („A Napkorong örökké álló építménye”) és a Teni-menu-en-Aton-er-neheh („A Napkorong nagy becsben álló építménye”) épületekről keveset tudni. A díszítések stílusából következtetve a két épület a Gempaaton után épült fel, de még a 4. év vége felé épült Hut-benben előtt. Talatátjaikat nagyrészt a karnaki 9. pülónba beépítve találták meg; a Rud-menu építőköveiből a luxori templomban is találtak. Nem tudni pontosan, az épületek önálló templomok voltak, vagy egy nagyobb templom valamely részét képezték – Rud-menu néven Ahet-Atonban is ismert egy épület, itt azonban a nagy Aton-templom részét képezte. Teni-menu nevű épület nem ismert Ahet-Atonból; felépítése és funkciója ismeretlen. A két építmény eredeti helye később feltehetően beépült; valószínűleg a karnaki templom déli részén, a 9. pülón környékén álltak, ahol építőköveiket megtalálták. Díszítésükben nagy szerepet kapott a katonaság és a rendőrség ábrázolása.